# Халовски колиби
Халовски колиби е заличено село в Северозападна България. То се намира в община Бойница, област Видин.

## География
Селото е разположено в Северозападния планински регион на България.

## История
Селото е създадено след Ньойския мирен договор, като част от жителите на анексираното от Сърбо-хърватско-словенското кралство село Халово се изселват в съседство на българска територия. На 30 октомври 2012 г. селото е заличено поради липса на постоянно население. Землището му е присъединено към с. Шишенци.

## Демография
| 1934 | 1946 | 1965 | 1975 | 1985 |
| ---- | ---- | ---- | ---- | ---- |
| 17   | 111  | 41   | 12   | 0    |